# Musculus adductor pollicis
Der Musculus adductor pollicis (lat. für „Daumenheranzieher“) ist der kräftigste Skelettmuskel des Daumenballens (Thenar) und damit einer der Muskeln der Hand. Er liegt in der Tiefe des Thenars, direkt den Musculi interossei I und II aufliegend, und bildet eine dreieckige Muskelplatte im Bereich der Mittelhand.

## Anatomie
Der Muskel hat zwei Köpfe: das Caput obliquum und das Caput transversum. Das Caput obliquum entspringt vom Kopfbein, den Basen der Ossa metacarpalia II und III, den Ligamenta intercarpalia und der Hülle der Sehne des Musculus flexor carpi radialis. Das Caput transversum ist dreieckig, es entspringt von den unteren zwei Dritteln der Handseitenfläche des dritten Mittelhandknochens.
Der Musculus adductor pollicis führt den Daumen an den Zeigefinger heran. Außerdem bewirkt er eine geringe Opposition und Streckung im Daumengrundgelenk.
Der Musculus adductor pollicis wird vom Nervus ulnaris innerviert. Der Nerv wird vom Arcus palmaris profundus begleitet. Die Arteria radialis läuft zwischen den beiden Köpfen des Muskels, von der Rückseite der Hand in die Handfläche hinein.

## Klinik
Beim lähmungsbedingten Funktionsverlust des Musculus adductor pollicis (typischerweise durch eine Ulnarislähmung) wird zum Festhalten eines Gegenstandes zwischen Daumen und Zeigefinger ersatzweise der Daumen im Endgelenk gebeugt. Diese Bewegung wird durch den Musculus flexor pollicis longus, der von einem anderen Nerv, nämlich den Nervus medianus, innerviert ist, ausgeführt. Das entsprechende klinische Zeichen heißt Froment-Zeichen.